# 路易-阿爾茫二世·德·波旁-孔蒂
路易-阿爾茫·德·波旁-孔蒂（法語：Louis-Armand de Bourbon-Conti，1695年11月10日—1727年5月4日），孔蒂親王，1709年至1727年在位。

## 家庭
1713年，路易-阿曼德與表姐路易絲·伊麗莎白結婚。路易絲·伊麗莎白的父親是路易-阿曼德的舅舅孔代親王路易三世，母親是路易十四的私生女路易絲·法蘭索瓦絲。兩人共有2子1女：
1. 路易-法蘭索瓦（英语：Louis François, Prince of Conti）（1717年—1776年），孔蒂親王
2. 查理（1722年—1730年），夭折
3. 路易絲·亨麗埃特（1726年—1759年），奧爾良公爵夫人